# Aeropuerto de Kuopio

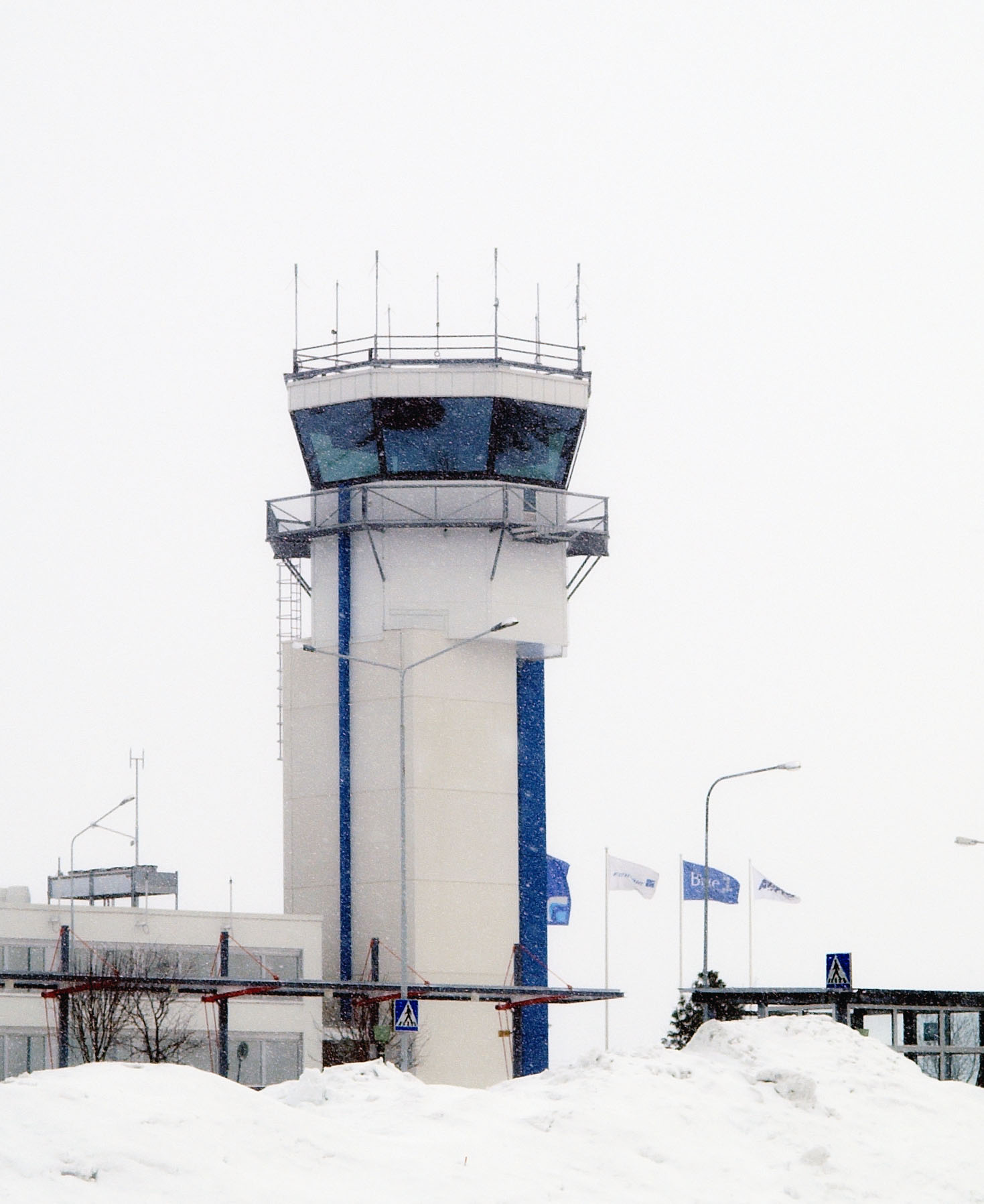
La torre de control

El aeropuerto de Kuopio es un aeropuerto civil y militar, situado en el municipio de Siilinjärvi a unos 14 kilómetros del centro de Kuopio. El aeropuerto es el séptimo más importante de Finlandia. En 2010 por el aeropuerto pasaron 254 000 pasajeros. Allí opera la unidad de la Fuerza Aérea Finlandesa, la aviación de Carelia. Líneas que operan en el aeropuerto:
- Finncomm Airlines
- airBaltic
- Finnair
- Golden Air
- Blue1

## Estadísticas
Ver fuente y consulta Wikidata.
- Datos: Q973283
- Multimedia: Kuopio Airport / Q973283